# اسفرکس
طیف‌نورسنج تاریخچه گیتی، دوران بازیونش و کاوشگر یخ‌ها (به انگلیسی: Spectro-Photometer for the History of the Universe, Epoch of Reionization, and Ices Explorer) یا به اختصار اسفرکس (SPHEREx)، یک تلسکوپ فضایی فروسرخ است که کار نقشه‌برداری از تمامی آسمان برای اندازه‌گیری طیف فروسرخ نزدیک تقریباً ۴۵۰ میلیون کهکشان را انجام خواهد داد. در فوریه ۲۰۱۹ پروژه اسفرکس با شکست‌دادن دو مأموریت مفهومی رقیب به نام‌های Arcus و FINESSE، توسط ناسا به‌عنوان مأموریت بعدی سطح میانی برنامه کاوشگران انتخاب شد. اسفرکس در ۸ مارس ۲۰۲۵ توسط موشک فالکون ۹ بلاک ۵ به همراه ریزماهواره‌های PUNCH از پایگاه نیروی هوایی وندنبرگ به فضا پرتاب شد. مسئولیت اصلی پروژه بر عهده جیمز باک در مؤسسه فناوری کالیفرنیا در پاسادنا، کالیفرنیا است.

## دید کلی

### مأموریت
اسفرکس از یک طیف‌نورسنج برای نقشه‌برداری از تمام آسمان در طیف فروسرخ در طول موج ۰٫۷۵ تا ۵٫۰ میکرومتر استفاده می‌کند. این دستگاه از یک ابزار با حالت مشاهده واحد و بدون قطعات متحرک برای نقشه‌برداری از کل آسمان (در ۹۶باند رنگی مختلف، که بسیار فراتر از وضوح رنگ نقشه‌های پیشین تمام آسمان است) چهار بار در طول مأموریت اسمی ۲۵ ماهه خود استفاده می‌کند. تکنولوژی حیاتی این دستگاه یک فیلتر متغیر خطی است که با عنوان آرایه طیفی تصویربرداری خطی اتالون (LEISA) در مأموریت نیو هورایزنز معرفی شده است.
اسفرکس کهکشان‌ها را با توجه به مقدار انتقال به سرخ دسته‌بندی خواهد کرد و بدین ترتیب طبقه‌بندی تقریباً ۴۵۰ میلیون کهکشان و تطبیق طیف‌های اندازه‌گیری شده در کتابخانه‌ای از الگوهای کهکشانی را انجام خواهد داد. اسفرکس به‌طور ویژه، سیگنال‌های نور درون هاله‌ای و دوره بازیونیده‌شدن را بررسی خواهد کرد و با این کار به بررسی عواملی که باعث تورم اولیه کیهان شده است، کشف منشأ و تاریخ کهکشان‌ها و کشف منشأ آب در منظومه‌های سیاره‌ای می‌پردازد.
اسفرکس مأموریت‌های نقشه‌برداری و طیف‌سنجی فضاپیمای اقلیدس و تلسکوپ فضایی نانسی گریس رومن که در حال ساخت است را تکمیل خواهد کرد. اطلاعات انتقال به سرخ با دقت بالا کهکشان‌های پیش‌زمینه که توسط اسفرکس تهیه خواهد شد و مطابقت آن‌ها با اندازه‌گیری‌های عدسی گرانشی ضعیف کهکشان‌های پس‌زمینه که توسط فضاپیمای اقلیدس و تلسکوپ فضایی نانسی گریس رومن تهیه می‌شود، امکان اندازه‌گیری مستقیم توزیع ماده تاریک اطراف کهکشان‌های پیش‌زمینه را فراهم می‌کند. نقشه‌برداری انتقال به سرخ کم توسط اسفرکس امکان اندازه‌گیری عمدتاً مستقل بارامترهای تورم کیهانی را فراهم کرده و بنابراین یک خط شواهد جدید ارائه می‌کنند.

### فضاپیما/تلسکوپ

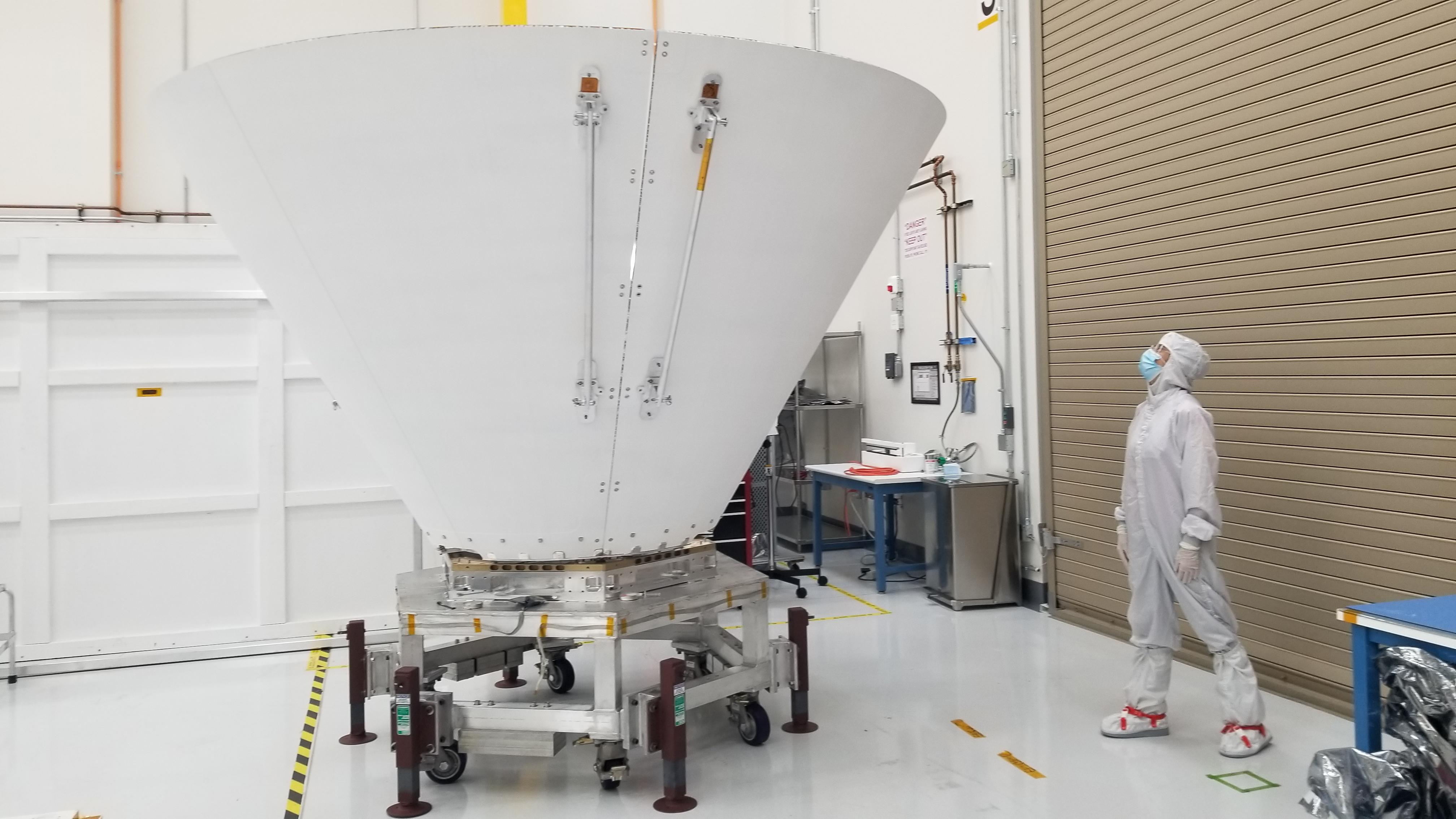
سپر فوتون خارجی SPHEREx

قطر دهانه تلسکوپ آینه سه‌گانه اسفرکس ۲۰ سانتی‌متر با میدان دید 3.5° × ۱۱° و شش آرایه آشکارساز نوری 2K × 2K از جنس تلورید کادمیوم جیوه (HgCdTe) است. هر آرایه صفحه کانونی 2K × 2K با یک فیلتر متغیر خطی پوشانده شده است که پاسخ باند باریک با مرکز باند را با مرکز نواری که در امتداد یک محور آرایه تغییر می‌کند، فراهم می‌سازد. اسفرکس طیف‌ها را از طریق نوردهی‌های متعدد به‌دست می‌آورد و یک منبع معین را در موقعیت‌های متعدد در میدان دید قرار می‌دهد که در طول‌موج‌های متعدد با اشاره مجدد فضاپیما اندازه‌گیری می‌شود.
فضاپیما و تلسکوپ اسفرکس توسط شرکت هوا فضا و فناوری بال تولید می‌شود در حالی که محموله توسط آن توسط مؤسسه فناوری کالیفرنیا (Caltech) و آزمایشگاه پیش‌رانش جت ناسا در حال توسعه است. مؤسسه اخترشناسی و علوم فضایی کره پشتیبانی‌های بیشتر را در زمینه محفظه آزمایش برودتی غیر پروازی ارائه خواهد کرد.